# Anstalten Brinkeberg
Anstalten Brinkeberg är en sluten anstalt i Vänersborg. Anstalten en anstalt av säkerhetsklass 2. Anstalten har bland annat en yrkesutbildning för svetsare samt inom det mekaniska. Det bedrivs även sedvanliga behandlingsprogrammen i den dagliga verksamheten. Skolutbildning i form av grundskole-/gymnasieämnen finns tillgängligt på anstalten.

## Historia
Anstalten Brinkeberg uppkom som en ny anstalt i Vänersborg efter att det gamla Länsfängelset i Vänersborg stängde 1994. Anstalten Brinkeberg är belägen på Restad gård, där även Sveriges största asylboende bedrivs.